# Nipus biplagiatus
Nipus biplagiatus – gatunek chrząszcza z rodziny biedronkowatych i podrodziny Microweiseinae.
Gatunek ten opisany został po raz pierwszy w 1899 roku przez Thomasa Lincolna Caseya na łamach „Journal of the New York Entomological Society”. Jako miejsce typowe wskazano Los Angeles w stanie Kalifornia. W 1931 roku Richard Korschefsky dokonał wyznaczenia N. biplagiatus gatunkiem typowym rodzaju Nipus.
Chrząszcz o podługowato-owalnym, wysklepionym, ku tyłowi gwałtownie zwężonym ciele długości od 1,25 do 1,5 mm i szerokości od 0,75 do 0,82 mm. Wierzch ciała ubarwiony jest smoliście z żółtymi przednią krawędzią przedplecza i parą dużych plam pośrodku pokryw. Punktowanie wierzchu ciała jest grubsze niż u podobnego N. occiduus. Spód ciała ma ubarwienie żółtawobrązowe.
Gatunek nearktyczny, endemiczny dla Kalifornii w południowo-zachodnich Stanach Zjednoczonych. Znany jest z hrabstw Contra Costa, Los Angeles, Santa Clara, Orange i San Bernardino.